# Dicrossus
Dicrossus — це рід невеликих риб родини цихлові. Вони походять з річок в басейнах Амазонки й Оріноко в Південній Америці. Ці цихліди мають кілька темних плям на боці свого тіла (хоча і дуже слабкі в деяких особин). Залежно від конкретних видів, вони, як правило, досягають тільки 4-7 см довжини.
У минулому Dicrossus іноді включені в рід Crenicara. Членів обох родів іноді називають шаховою або шаховою дошкою- цихлидою.
Рід налічує 5 види риб родини цихлові.
- Dicrossus filamentosus (Ladiges 1958)
- Dicrossus foirni Römer, Hahn & Vergara 2010
- Dicrossus glandicauda Schlinder & Staeck 2008
- Dicrossus maculatus Steindachner 1875
- Dicrossus warzeli Römer, Hahn & Vergara 2010